# Хорват, Золтан
Золтан Хорват (венг. Horváth Zoltán; 12 марта 1937, Балатонфюред — 12 июня 2025, Будапешт) — венгерский фехтовальщик-саблист, чемпион Олимпийских игр 1960 года в командном первенстве и серебряный призёр тех же игр в личном первенстве.

## Биография
Выступал за команды «Вашаш» и «Метеор» из Будапешта, в сборной с 1955 года. Считался одним из самых талантливых фехтовальщиков венгерской сборной благодаря блистательной технике атаки и защиты. В возрасте 20 лет в 1957 году выиграл свой первый титул чемпиона мира из четырёх.
В 1960 году на Олимпиаде в Риме выиграл золото в командном первенстве. В финале венгры победили сборную Польши. Для сборной Венгрии это была седьмая подряд победа в командном первенстве саблистов на Олимпийских играх. В личном первенстве Хорват дошёл до финала, где, одержав 4 победы при 3 поражениях, разделил 2—5-е места с тремя другими фехтовальщиками (золото с 5 победами завоевал знаменитый Рудольф Карпати). В дополнительном турнире за медали Хорват одержал 2 победы при 1 поражении (такой же показатель был ещё у двух фехтовальщиков) и занял второе место по разнице нанесённых и пропущенных уколов (+6).
В 1962 году выиграл личное первенство чемпионата мира, но его карьера прервалась в 1964 году после серьёзной автомобильной аварии. В 1966 году он выиграл последний титул чемпиона мира со сборной и ушёл затем из команды, завершив окончательно карьеру в 1971 году. Позже он работал тренером сборных Чили (1973), Греции (1978) и Италии (начало 1980-х).
Скончался 12 июня 2025 года после продолжительной тяжёлой болезни.

## Достижения
- Чемпион Олимпийских игр: 1960 (командное первенство)
- Серебряный призёр Олимпийских игр: 1960 (личное первенство)
- Чемпион мира: 1957, 1958, 1966 (командное первенство), 1962 (личное первенство)
- Серебряный призёр чемпионата мира: 1959, 1962 (командное первенство)
- Бронзовый призёр чемпионата мира: 1961 (командное первенство), 1965, 1966 (личное первенство)